# Paterna del Campo
Paterna del Campo er en by og kommune i det sydvestlige Spanien i provinsen Huelva. Den har et indbyggertal på 3.412 (2024) indbyggere.